# جزایر ماسکارین
جزایر ماسکارین (به لاتین: Mascarene Islands) یک مجمع‌الجزایر در موریس است.